# Драчево (община Требине)
Драчево (на сръбски: Драчево) е село в Босна и Херцеговина, разположено в община Требине, в ентитета на Република Сръбска. Населението му според преброяването през 2013 г. е 24 души, от тях: 23 (95,83 %) сърби и 1 (4,16 %) хърватин.

## Население
Численост на населението според преброяванията през годините:
- 1961 – 217 души
- 1971 – 166 души
- 1981 – 132 души
- 1991 – 68 души
- 2013 – 24 души